# NGC 6059
NGC 6059 је ознака објекта на координатама са ректансцензијом 16h 7m 13,2s и деклинацијом - 6° 24" 47'. Открио га је Луис Свифт, 6. маја 1886. Каснијим посматрањима на том положају није уочен никакав астрономски објекат.